# Ganz weit vorne
Ganz weit vorne ist das sechste Album der Gruppe Wise Guys. Es erschien am 27. August 2001 und erreichte in der ersten Verkaufswoche Platz 49 der Albumcharts, konnte sich aber nur drei Wochen lang in den Charts halten.
Eine etwa zwei Monate vorab veröffentlichte Single namens Jetzt ist Sommer präsentiert das erfolgreichste Lied des Albums, für das die Band erstmals einen Videoclip produzierte. Das Lied, die Aufnahme und der Clip entstanden innerhalb einer Woche (1. – 8. Mai 2001). Die Ausstrahlung des Clips bei VIVA verschaffte der damals noch recht unbekannten Gruppe bundesweit größere Aufmerksamkeit.
Ein weiteres Novum stellt das Lied Wenn sie tanzt dar, das nicht nur a cappella, sondern auch in einer instrumentierten „Radio-Version“ produziert wurde. Beide Fassungen erschienen sowohl auf dem Album als auch auf der nach diesem Lied benannten Single.
Für das Lied Stolz arbeiteten die Wise Guys mit der Kölner Rockband Brings zusammen; Christian Blüm als Schlagzeuger sowie Micky Brühl von den Paveiern ergänzen auf einigen weiteren Titeln die Vocal Percussion, die sonst von A-cappella-Bands eingesetzt wird. Das Lied Die Philosoffen stammt aus der Feder des Kabarettisten Tom van Hasselt.
Der Name des Albums entstand, als ein Tontechniker der Wise Guys ironisch eine missratene Darbietung während des Soundchecks als „ganz weit vorne“ bezeichnete.

## Titelliste
1. Showtime – 2:50
 (Musik: Daniel Dickopf / Text: Daniel Dickopf)
2. Jetzt ist Sommer – 3:03
 (Dickopf)
3. Wenn sie tanzt – 3:25
 (Dickopf)
4. Anna hat Migräne – 2:42
 (Dickopf)
5. Sensationell – 3:08
 (Dickopf)
6. Stolz (mit Brings) – 2:44
 (Peter Brings / Dickopf)
7. Das Leben ist zu kurz – 2:10
 (Dickopf)
8. Armes Schwein – 2:45
 (Edzard Hüneke / Dickopf)
9. Kaiser Franz – 3:08
 (Dickopf)
10. Ohne dich – 2:53
 (Dickopf)
11. Die wahre Liebe – 2:37
 (Hüneke)
12. Bleib wie du bist – 3:27
 (Dickopf)
13. Willst du mit mir gehn – 2:53
 (Hüneke / Dickopf)
14. Besserwisser – 1:46
 (Dickopf)
15. Zur Lage der Nation (live) – 3:40
 (Dickopf)
16. Die Philosoffen (live) – 4:14
 (Tom van Hasselt)
17. Wenn sie tanzt (Radio-Version) – 3:29
 (Dickopf)